# Сихно, Пётр Михайлович
Пётр Михайлович Сихно (15.08.1920 — 23.04.1945) — командир пулемётной роты 33-я гвардейская мотострелковая бригада 9-го гвардейского танкового корпуса 2-й гвардейской танковой армии 1-го Белорусского фронта, гвардии старший лейтенант. Герой Советского Союза.

## Биография
Родился 15 августа 1920 года в селе Вербки ныне Семёновского района Полтавской области. Член ВКП(б)/КПСС с 1944 года. В 1932 году вместе с родителями переехал в Грузию, где окончил семилетнюю школу в селе Гардабани вблизи Рустави, а потом — Тбилисское педагогическое училище. Работал учителем.
В июне 1941 года призван в ряды Красной Армии. В 1942 году окончил курсы младших лейтенантов. В боях Великой Отечественной войны с октября 1942 года. Воевал на Западном, Центральном, Сталинградском, 1-м и 2-м Украинских и 1-м Белорусском фронтах. Штурмовал Берлин. Был дважды ранен.
Осенью 1941 года вражеские полчища рвались к Москве. Среди тех, кто защищал Москву, был и П. М. Сихно, командовавший пулемётчиками 3-го мотострелкового батальона 33-й мотострелковой бригады. В одном из ожесточённых боёв он был тяжело ранен.
После длительного лечения возвратился в свою часть, которая в это время громила вражеских захватчиков под Сталинградом. Особенно отличился 22 января 1945 года в бою за безымянную высоту на подступах к польскому городу Торунь. Несмотря на сильный огонь противника, он повёл бойцов на штурм высоты и первым ворвался в траншеи врага. На него бросились пять противников, но гвардии старший лейтенант П. М. Сихно уложил их меткими выстрелами из пистолета. Рота захватила высоту, отбила пять яростных контратак противника, перешла в наступление и завязала бои на окраинах города. Советские воины уничтожили до 100 противников.
Указом Президиума Верховного Совета СССР от 24 марта 1945 года за образцовое выполнение боевых заданий командования и проявленные при этом мужество и героизм гвардии старшему лейтенанту Петру Михайловичу Сихно присвоено звание Героя Советского Союза с вручением ордена Ленина и медали «Золотая Звезда».
23 апреля 1945 года воин гвардии старший лейтенант Пётр Михайлович Сихно погиб в уличном бою. Похоронен в Бервальде, правый берег Одера. Позднее перезахоронен на Воинском мемориал в городе Дембно (площадь Звыченства).
Награждён орденом Ленина, орденами Красного Знамени, Красной Звезды.
Имя Героя носят улица в городе Батуми Грузии и школа № 1 в Гардабани.